# Pineto
Pineto – miejscowość i gmina we Włoszech, w regionie Abruzja, w prowincji Teramo.
Według danych na rok 2004 gminę zamieszkiwało 13 079 osób, 353,5 os./km².

## Bibliografia

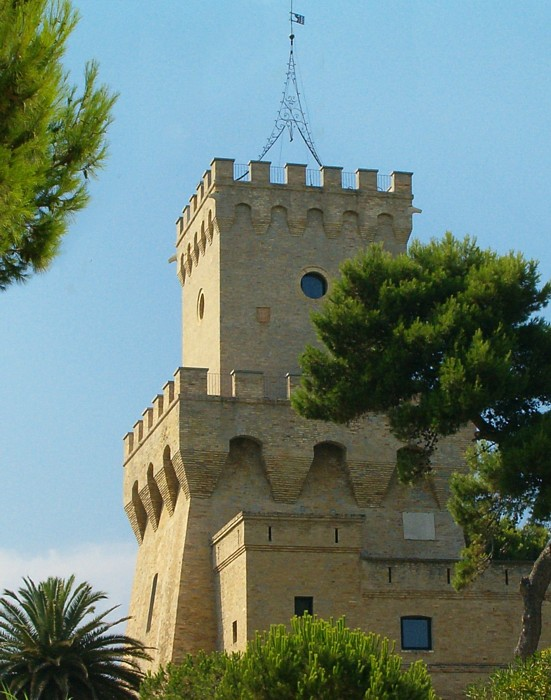

## Miasta partnerskie
- Drochia
- Ostrowiec Świętokrzyski